# コクラウリン
コクラウリン(Coclaurine)は、ハス(Nelumbo nucifera)やSarcopetalum harveyanum、Ocotea duckei等の様々な植物から単離されているニコチン性アセチルコリン受容体のアンタゴニストである。テトラヒドロイソキノリン系のアルカロイドである。二量体化すると、セファランチンのようなビスコクラウリンアルカロイドとなる。